# Tågsurfning

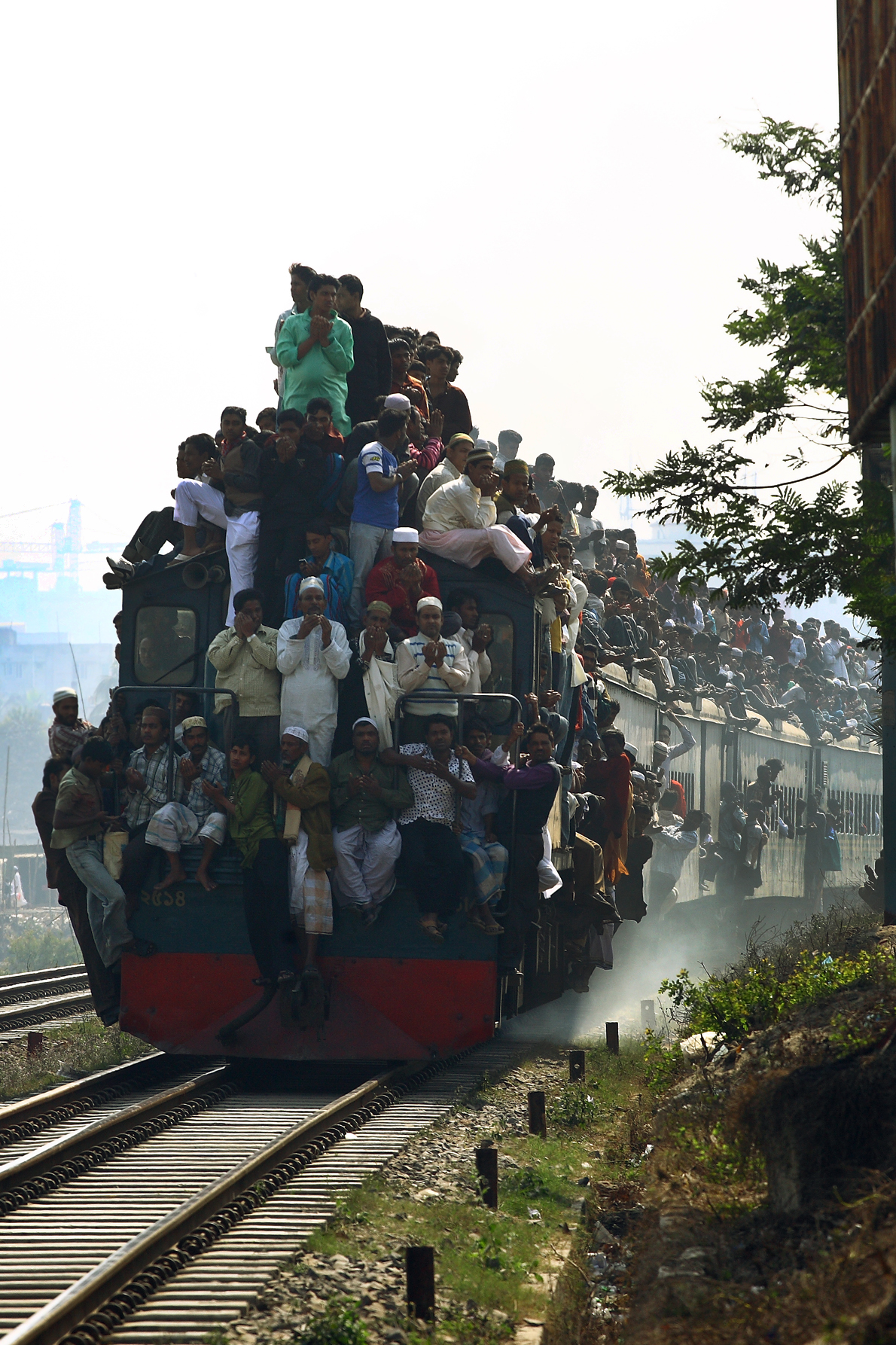
Ett överfullt tåg i Dhaka, Bangladesh.

Tågsurfning är en i många länder förbjuden aktivitet, som främst utövas av ungdomar. Det handlar om att klättra upp på ett tåg och befinna sig på dess utsida under färd, och försöka undvika att falla av och liknande faror. Vanliga olyckor i samband med tågsurfning är kollisioner med tunnlar och viadukter, elchocker från kontaktledningar eller strömskenor, skador då man faller eller hoppar av, bli överkörd av själva tåget, samt att krossas mellan tåget och perrongen.

## Historia

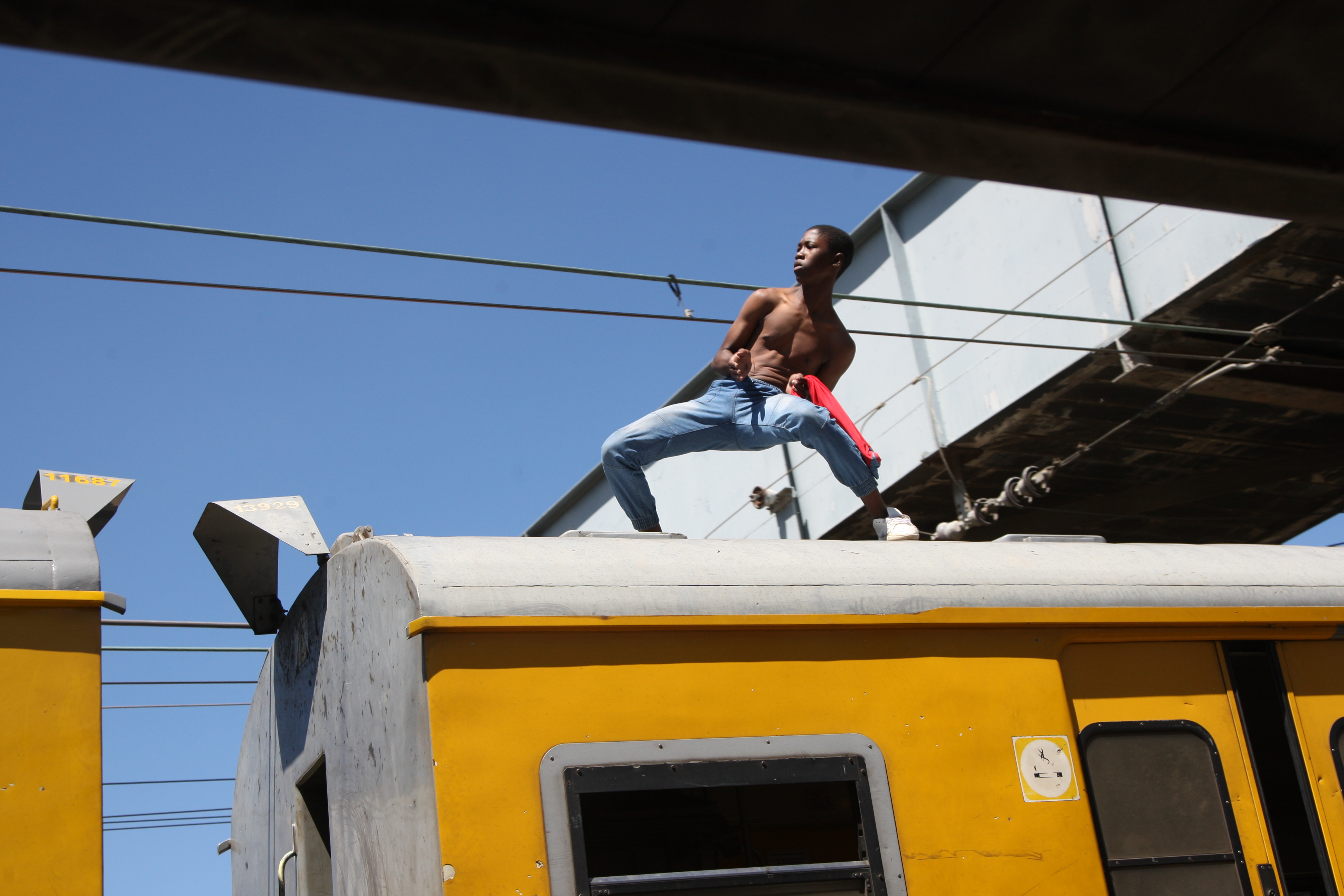
Tågsurfning i Soweto (Sydafrika)

Det är inte känt när beteendet började, men i New Yorks tunnelbana dödades en tonåring när han åkte på taket av en tunnelbanevagn redan år 1904. Andra mediauppgifter tyder dock på att fenomenet först tog fart i Sydamerika i början av 1980-talet. År 1989 omkom till exempel 150 personer i samband med tågsurfning i Brasilien. Från 1980-talet finns även rapporter från Danmark och  Västtyskland. I Västtyskland kallades det S-Bahn-Surfen, ty: pendeltågssurfning, då det ofta utfördes på pendeltåg.
Tågsurfning är ett stort problem i Sydafrika, där många ungdomar dödats och skadats allvarligt. Det har också blivit ett problem i Storbritannien. Statistik finns inte, men Londons tunnelbana startade en kampanj mot vad som där kallas "tube surfing", en: tunnelbanesurfning. Vid de flesta tunnelbanestationerna visas bilder på en kvinnlig figur med bara en arm, och texten "she was lucky" (engelska: Hon hade tur) bredvid.
Det har också varit ett stort problem i Perth, Australien. Det förekommer även i Sverige, framförallt i Stockholms tunnelbana och pendeltåg, samt på Göteborgs spårvagnar.